# Non c'è (album Edoardo Bennato)
| Recensione | Giudizio |
| ---------- | -------- |
| Rockol     |          |
| Tomtomrock |          |

Non c'è è il 20º album in studio del cantautore italiano Edoardo Bennato, pubblicato il 20 novembre 2020, a cinque anni di distanza dall'ultimo album di inediti Pronti a salpare.

## Il disco
Il disco è semi-antologico, composto da dodici vecchi brani riarrangiati e otto inediti. Gli inediti sono: Non c'è, La bella addormentata, Il mistero della pubblica istruzione, Geniale, L'uomo nero, Maskerate, La realtà non può essere questa e Signore e signori. I singoli che hanno anticipato il disco sono La realtà non può essere questa, scritta con il fratello Eugenio Bennato durante la pandemia di COVID-19 e il singolo di lancio Non c'è; il brano Signore e signori era stato pubblicato dal cantautore nell'autunno 2016. L'uomo nero, quasi in forma demo, è uscito on line nel 2008. Anche Il mistero della pubblica istruzione è stato diffuso on line precedentemente, nel 2010, con il titolo "La Sapienza".  
L'edizione in doppio LP rispetto al CD comprende tre brani aggiuntivi: Dotti, medici e sapienti, Feste di piazza e Relax.

## Tracce
1. Non c'è (inedito) – 3:15

1. Salviamo il salvabile – 3:20

1. La bella addormentata (inedito) – 4:00

1. Non farti cadere le braccia – 3:52

1. Mangiafuoco – 4:11

1. Il mistero della pubblica istruzione (inedito) – 3:07

1. Bravi ragazzi – 2:50

1. L'isola che non c'è – 3:49

1. Cantautore – 4:57

1. Geniale (inedito) – 3:22

1. Le ragazze fanno grandi sogni – 3:26

1. Un giorno credi – 2:50

1. La verità – 3:37

1. Italiani – 3:08

1. L'uomo nero (feat. Clementino) (inedito) – 3:34

1. Tutti – 3:16

1. Maskerate (inedito) – 3:41

1. Perché (feat. Morgan) (live) – 3:15

1. La realtà non può essere questa (feat. Eugenio Bennato) (inedito) – 3:31

1. Signore e signori (inedito) – 3:28

## Classifiche
| Classifica (2020) | Posizione massima |
| ----------------- | ----------------- |
| Italia            | 15                |
| Svizzera          | 45                |